# لامبورگینی چیتا
لامبورگینی چیتا (به انگلیسی: Lamborghini Cheetah) یک نمونه اولیه آفرود بود که در سال ۱۹۷۷ توسط خودروساز ایتالیایی لامبورگینی ساخته شد.

## تاریخچه
لامبورگینی چیتا نخستین تلاش لامبورگینی برای یک وسیله نقلیه آفرود بود. این هواپیما بر پایه قرارداد شرکت Mobility Technology International (MTI) ساخته شد که به نوبه خود توسط ارتش ایالات متحده برای طراحی و ساخت یک وسیله نقلیه جدید تمام زمینی قرارداد بسته شد. اساس طراحی از MTI گرفته شد و تا حد زیادی یک کپی از نمونه اولیه ایکس‌آر۳۱۱ اف‌ام‌سی بود که در سال ۱۹۷۰ برای ارتش توسعه یافت. این منجر به اقدام قانونی اف‌ام‌سی علیه MTI و لامبورگینی در سال ۱۹۷۷ شد، زمانی که چیتا در نمایشگاه خودرو ژنو ارائه شد. ایکس‌آر۳۱۱ و پیتا را می‌توان اجداد هاموی فعلی در نظر گرفت.
چیتا در سن خوزه، کالیفرنیا ساخته شد. پس از ساخت اولیه، نمونه اولیه به سنت آگاتا فرستاده شد تا لامبورگینی بتواند کارهای نهایی را انجام دهد. آنها تصمیم گرفتند با یک موتور ۵٫۹ لیتری کرایسلر ۱۸۰ اسب بخاری بزرگ و ضدآب با جعبه‌دنده ۳ سرعته خودکار استفاده کنند. بدنه فایبرگلاس بود و داخل آن فضای کافی برای چهار سرباز کاملاً مجهز و همچنین راننده وجود داشت.
نصب موتور در عقب به چیتا ویژگی‌های هندلینگ بسیار ضعیفی داد و انتخاب موتور آنقدر قوی نبود که برای وسیله نقلیه سنگین مناسب باشد (۲٬۰۴۲ کیلوگرم (۴٬۵۰۲ پوند))، منجر به عملکرد کلی ضعیف می‌شود.
تنها نمونه اولیه تمام شده هرگز توسط ارتش ایالات متحده آزمایش نشد، تنها توسط طراح آن، رادنی فاریس، به آنها نشان داده شد. بعداً توسط MTI به تلدین کانتیننتال موتورز فروخته شد و هنوز هم وجود دارد.
در پایان قرارداد نظامی به ای‌ام جنرال و هاموی مشابه آنها منعقد شد.
شکست پروژه چیتا، همراه با مشکلات مالی لامبورگینی، منجر به لغو قرارداد با ب‌ام‌و برای توسعه خودروی اسپرت ام۱ آنها شد.
لامبورگینی در نهایت لامبورگینی ال‌ام۰۰۲ را توسعه داد — طراحی مشابه، اما با یک موتور ۱۲ سیلندر از لامبورگینی کانتاش که در جلو نصب شده بود.

## گزینه‌ها (فهرست جزئی)
- کیت بالا و درب
- کیت توربوشارژر
- کیت وینچ برقی
- کیت خودرو پلیس
- کیت تاپ زرهی (کولار).
- مخزن سوخت و رادیاتور زرهی (سلاح کوچک).
- کیت نصب سلاح